# ممر سابين - نيشيس المائي
يقع ممر سابين - نيشيس المائي (بالإنجليزية:  Sabine–Neches Waterway)‏ في جنوب شرق ولاية تكساس وكالشيو باريش ، لويزيانا في الولايات المتحدة، يشمل الممر المائي أجزاء من نهر نيشيس ونهر سابين وبحيرة سابين وتايلور بايو. يصنف هذا الممر المائي كثالث أكثر الممرات المائية ازدحامًا في الولايات المتحدة من حيث حمولة البضائع، وفقًا للجمعية الأمريكية لهيئات الموانئ. كما يصنف على أنه أكبر ممر المائي للبضائع السائلة، وأكبر معبر مائي مستورد للنفط الخام في الولايات المتحدة، ومن المتوقع أن يصبح أكبر معبر مائي مُصدر للغاز الطبيعي المسال في الولايات المتحدة. يعبر ممر الخليج إنتركوستال المائي بممر سابين - نيشيس المائي بالقرب من بورت آرثر.
يقع اثنان من أفضل عشرين (20) ميناء من حيث الحمولة على ممر سابين - نيشيس المائي، ميناء بومونت ، وهو في المرتبة الرابعة (الرابعة) في تصنيف US Port Ranking by Cargo Tonnage لعام 2013 يقع في الطرف الشمالي من المجرى المائي. ميناء بورت آرثر وهو في المرتبة الثامنة عشرة (18) في نفس المسح يقع بالقرب من الطرف الجنوبي للممر المائي.  الممر المائي يخدم ميناء أورانج أيضًا .

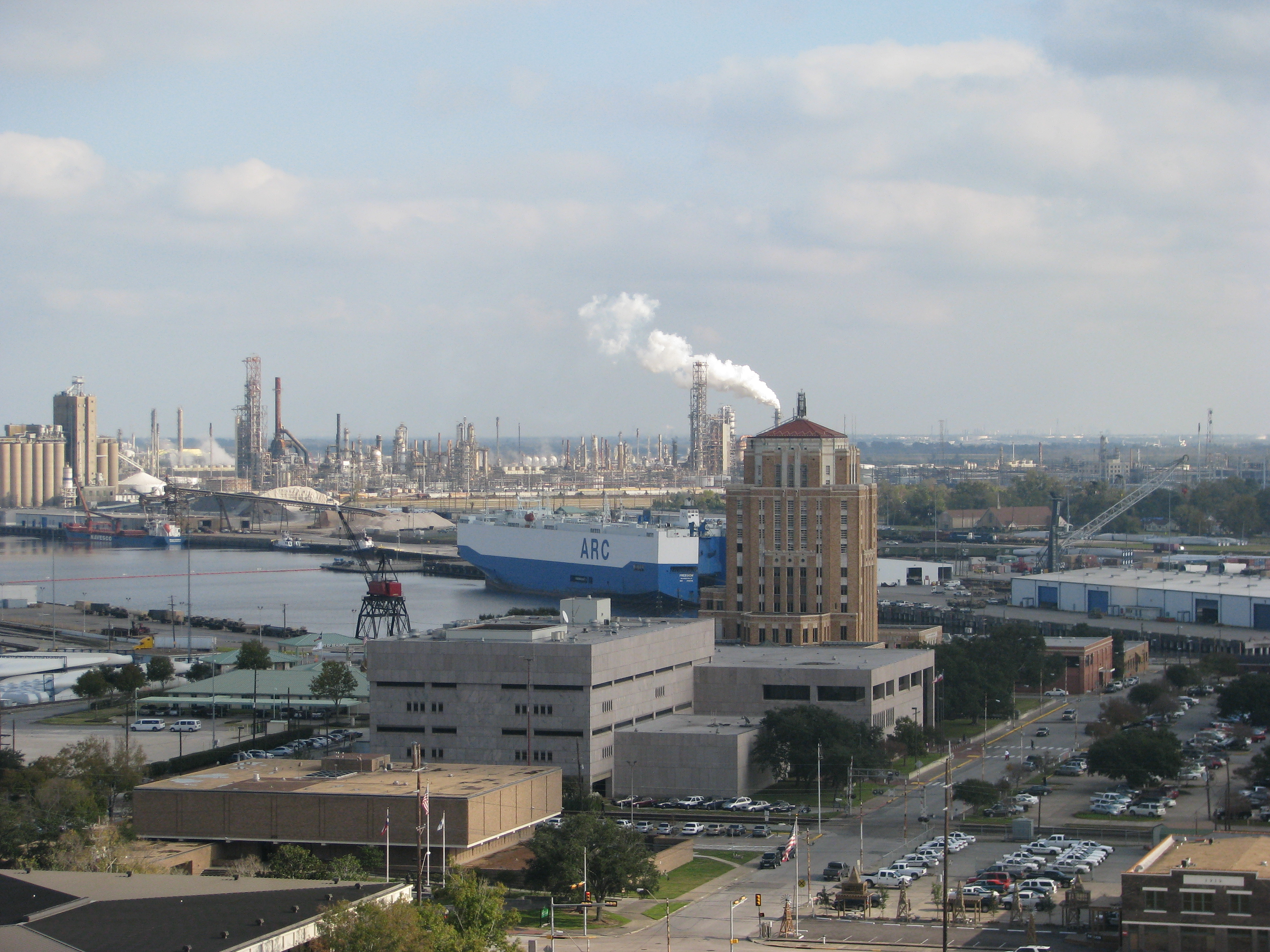
ميناء بومونت - في الطرف الشمالي للممر المائي

يبلغ طول الممر المائي حاليًا 40 قدمًا على الأقل وعرض 400 قدمًا على الأقل، وفي عام 2014، تم تلقي موافقة الكونجرس لتعميق الممر المائي إلى عمق 48 قدمًا، وبدأ مشروع التعميق الذي تبلغ قيمته 1.1 مليار دولار في عام 2019 بمدة زمنية تقدر بـ 12 إلى 15 عامًا، من المخطط أن يبدأ المشروع في عام 2017. 

## التاريخ
تشكلت منطقة الملاحة الحاكمة، منطقة الملاحة سابين-نيشيس في عام 1909، وقد تم تعميق القناة إلى خمسة وعشرين (25) قدمًا في عام 1912، ثم تم زيادة عمق القناة إلى ثلاثين (30) قدمًا في عام 1925، لحق هذا تعميق القناة إلى خمسة وثلاثين (35) قدمًا في عام 1935، بعدها تم تعميق القناة إلى ما لا يقل عن أربعين (40) قدمًا في عام 1962. وقد تمت الموافقة على تمويل جديد من سلاح المهندسين بالجيش الأمريكي بقيمة 18 مليون دولار في منتصف نوفمبر 2018، تم إدراج مرحلة البداية الجديدة في 21 نوفمبر 2018 حسب خطة عمل سلاح المهندسين بالجيش الأمريكي 2019، سيعمل مشروع تحسين قناة ممر سابين - نيشيس المائي، الذي بدأ في أوائل عام 2019، على زيادة عمق القناة إلى ثمانية وأربعين (48) قدمًا بحلول نهايته، كما سيزيد طول الممر المائي من 64 ميلاً إلى 77 ميلاً. 

## روابط خارجية
- ميناء بومونت
- ميناء بورت آرثر
- ميناء أورانج
- أسطول احتياطي بومونت